# Beeldende therapie
Beeldende therapie is in Nederland een van de zeven therapievormen van vaktherapie, voorheen creatieve therapie genoemd. Beeldende therapie is een ervaringsgerichte therapie. Het doel is door beeldende middelen zoals tekenen, boetseren, schilderen, etc. een veranderingsproces te bewerkstelligen. Het is een therapie die als doel acceptatie-, veranderings- en ontwikkelingsprocessen wil behalen. Deze verandering vindt plaats in het beeldend werken.
Belangrijk is de dialoog tussen de cliënt, de werkstukken en de beeldende therapeut. Via expressie en communicatievormen leert de cliënt te ervaren en uit te drukken wat met woorden soms moeizaam gaat.
De beeldend therapeut gebruikt beeldende middelen en onderbouwde methodieken om onbewuste behoeften en gevoelens bewust en hanteerbaar te maken. Hierdoor kan de cliënt inzicht krijgen, verwerken en verrijken, maar ook het cognitief of lichamelijk functioneren kan vooruit gaan.
Beeldende therapie onderscheidt zich van andere vormen van vaktherapie, doordat men in beeldende therapie werkstukken maakt die een blijvend karakter hebben.
De technieken en materialen sluiten aan bij de doelstelling, doelgroep, de methodiek en visie van de beeldende therapeut. Als basismateriaal wordt meestal teken- en schilder materiaal gebruikt, maar ook hout, metaal, klei en kosteloos materiaal worden vaak gebruikt.

## Werkveld
Het werkveld van de vaktherapeut is sterk in ontwikkeling. Beeldende Therapie wordt voornamelijk aangeboden binnen de geestelijke gezondheidszorg. In toenemende mate wordt beeldende therapie ingezet binnen justitie, forensische psychiatrie en ambulante/klinische verslavingszorg, de jeugdhulpverlening en in het onderwijs.
Een vaktherapeut is vaak lid van een multidisciplinair team, bestaande uit therapeuten, psychologen, artsen of begeleiders. Er zijn ook zelfstandig gevestigde vaktherapeuten.
Vaktherapie kan een bijdrage leveren aan zowel diagnostiek als behandeling. Een beeldend therapeutische benadering is inzetbaar in alle behandelfasen en bij een breed scala aan problematiek.

## Definitie beeldende therapie
In de beeldende therapie wordt methodische gewerkt met gerichte interventies met beeldende materialen, gereedschappen en technieken, bijvoorbeeld schilderen, tekenen, textiel, metaal, steen, hout en digitale middelen. De patiënt/cliënt doet tijdens dat proces fysieke, zintuiglijke, emotionele en cognitieve ervaringen op. Bijzonder aan beeldende therapie is dat het werkstuk concreet is. De patiënt/cliënt kan het loslaten, wegleggen, ernaar terugkijken en ervaren hoe het is om het eens anders te doen. Beeldende therapie wordt door veel patiënten/cliënten beleefd als een rechtstreekse weg naar diepere gevoelslagen. Het confronteert hen met patronen in denken, voelen en handelen in een relatief veilige situatie.

## Verschil beeldende therapie en kunstzinnige therapie
Beeldende therapie en kunstzinnige therapie hebben een grote overeenkomst. Ze werken allebei met beeldende materialen. Het belangrijkste verschil is dat kunstzinnige therapie gebaseerd is op antroposofische grondslag van Rudolf Steiner, terwijl beeldende therapie meer werkt vanuit psychiatrische diagnostiek en raakvlakken heeft met gedragstherapie en psychotherapie.
Naast aandacht voor verwerkingsprocessen neemt bij de beeldende therapie het stimuleren van de gezond makende krachten in de mens een belangrijke plaats in. Bij kunstzinnige therapie wordt uitgegaan van een vaststaande werking van bepaalde kleuren en vormgevingsprincipes.

## Toepassing
Beeldende therapie is een behandelmethode voor mensen met psychosociale problemen en/of psychiatrische stoornissen. De therapie is er op gericht veranderings-, ontwikkelings-, stabilisatie- en/of acceptatieprocessen te bewerkstelligen. Opgedane ervaringen in beeldende therapie leiden tot nieuwe vaardigheden en inzichten die praktisch toepasbaar zijn in het dagelijks leven. Vaardigheden kunnen liggen op emotioneel, sociaal, cognitief of lichamelijk gebied. Beeldende therapie is voor kinderen, jongeren, volwassenen en ouderen. Beeldende therapie kan zowel klinisch als ambulant worden aangeboden, in groepen, individueel, bij echtparen of gezinnen.
Enerzijds gaat het bijvoorbeeld over doelgroepen die moeite hebben om zich adequaat (verbaal) te uiten. Anderzijds gaat het bijvoorbeeld om doelgroepen die sterk cognitief zijn ingesteld, zicht hebben op aard en achtergrond van het probleem, maar weinig tot niet stilstaan bij hun ervaringen. Beeldend therapeuten kunnen ervaringen aanbieden die nieuw zijn en een trigger kunnen zijn tot gedragsverandering.
Voorbeelden hiervan zijn
:
- Angstklachten
- Autisme
- Chronische vermoeidheid
- Dementie
- Depressie
- Gedragsproblemen
- Negatief zelfbeeld
- Niet-aangeboren hersenletsel (NAH)
- Persoonlijkheidsstoornis
- Trauma
- Verliesverwerking
- Verslaving

## Opleiding
De HBO-studie beeldende therapie kan men in Nederland op vier plaatsen volgen:
- Hogeschool Utrecht in Amersfoort (voltijd, deeltijd).
- Stenden University in Leeuwarden (voltijd, deeltijd).
- Hogeschool van Arnhem & Nijmegen (HAN) in Nijmegen (voltijd, deeltijd).
- Hogeschool Zuyd in Heerlen, Sittard, Maastricht (voltijd).
- Hogeschool Leiden, Leiden (voltijd). antroposofisch georienteerd.

De HBO-opleiding duurt 4 jaar en kan zowel in deeltijd als in voltijd gevolgd worden. Een selectieprocedure is onderdeel van het aanmeldproces. In deze selectie wordt gekeken of de student voldoende vaardigheden en affiniteit heeft met het medium beeldend voor gebruik in therapie. Er wordt opgeleid volgens het beroepscompetentieprofiel en is in samenwerking met GGZ Nederland tot stand gekomen. Het Beroepscompetentieprofiel beschrijft in welke beroepscontext de vaktherapeut werkt, welke taken hij uitoefent, in welke kritische situaties hij/zij voor professionele dilemma’s staat en welke competenties hij/zij nodig heeft om professioneel te kunnen handelen.
Een master-opleiding is ook mogelijk. De Master of Arts Therapies is een tweejarige, NVAO geaccrediteerde opleiding voor afgestudeerde dramatherapeuten, muziektherapeuten, beeldende therapeuten en dans-bewegingstherapeuten met praktijkervaring.

## Vaktherapie
Sinds maart 2006 valt beeldende therapie onder de Federatie Vaktherapeutische Beroepen (FVB), tezamen met psychomotorische therapie, psychomotorische kindertherapie, dramatherapie, muziektherapie, danstherapie en speltherapie. Een gekwalificeerde vaktherapeut staat ingeschreven in het Register Vaktherapie.